# Stenoma blanduja
Stenoma blanduja es una especie de polilla del género Stenoma, orden Lepidoptera.
Fue descrita científicamente por Meyrick en 1915.

## Distribución
Se distribuye por Venezuela y Paraguay.